# Carlos Noriega
Carlos Ismael Noriega (Lima, 8 oktober 1959) is een Peruviaans-Amerikaans voormalig ruimtevaarder. Noriega’s eerste ruimtevlucht was STS-84 met de spaceshuttle Atlantis en vond plaats op 15 mei 1997. Tijdens de missie werd er naar het Russische ruimtestation Mir gevlogen.
Noriega maakte deel uit van NASA Astronautengroep 15. Deze groep van 19 ruimtevaarders begon hun training in 1994 en had als bijnaam The Flying Escargot.
In totaal heeft Noriega twee ruimtevluchten op zijn naam staan. Tijdens zijn missies maakte hij drie ruimtewandelingen. In 2005 verliet hij NASA en ging hij als astronaut met pensioen. 